# Eudorylas terraboensis
Eudorylas terraboensis är en tvåvingeart som beskrevs av José Albertino Rafael 1995. Eudorylas terraboensis ingår i släktet Eudorylas och familjen ögonflugor. Inga underarter finns listade i Catalogue of Life.